# Salvador del Solar
Salvador del Solar, właśc. Salvador Alejandro Del Solar Labarthe (ur. 1 maja 1970 roku w Limie) – peruwiański aktor, reżyser i polityk. Minister kultury w latach 2016–2017. W 2019 premier Peru.

## Życiorys
Jego rodzice rozwiedli się, gdy był małym chłopcem. W wieku 14–21 lat należał do drużyny pływackiej Peru Waterpolo Team. W 1986 pracował także jako nauczyciel pływania. Ukończył studia prawnicze na Uniwersytecie Katolickim w Limie. Uczęszczał na kursy aktorskie pod kierunkiem Alberta Isoli.
Za rolę kapitana Pantaleóna Pantoja w ekranizacji powieści Maria Vargasa Llosy Pantaleon i wizytantki (Pantaleón y las visitadoras, 2000) dostał nagrodę na Gramado Film Festival '2000 w Brazylii, Cartagena Film Festival w Kolumbii i Troia Film Festival w Portugalii. Sławę przyniosła mu postać Andrésa Mejíi Guzmána w telenoweli Fiorella (Pobre Diabla, 2000).
Od 5 grudnia 2016 do 27 grudnia 2017 był ministrem kultury Peru. Od 11 marca 2019 do 30 września 2019 był premierem kraju.

## Życie prywatne
W 1998 poślubił Ximenę Bellido Denegri. Mają dwie córki: Manuelę i Antonię.

## Filmografia

### Jako reżyser
- Magallanes wg opowiadania Alonso Cueto Pasażerka (La pasajera)

### Jako aktor

#### Filmy fabularne
- 1998: Odwaga (Coraje) jako Humberto
- 1999: Pół godziny po północy (A la medianoche y media) jako Sebastián
- 2000: Pantaleon i wizytantki (Pantaleón y las visitadoras) jako kapitan Pantaleón Pantoja
- 2001: El Bien esquivo jako Carracedo
- 2004: El Atraco jako Raúl
- 2005: Piratas en el Callao – dubbing
- 2006: El Acuarelista jako Ernesto

#### Telenowele
- 1997: Escándalo jako Lalo
- 1998: Cosas del Amor jako Jorge Luis 'Lucho' Salinas
- 2000: Fiorella (Pobre Diabla) jako Andrés Mejía Guzmán, syn
- 2006: Miłość na sprzedaż (Amores de mercado) jako Eulalio Ocando
- 2007: Bezwstydnice (Sin vergüenza) jako Julián
- 2008: Sin retorno jako Rafael
- 2008: Ostatnia godzina (Tiempo final) jako Benitez/Roque
- 2008: La Traición jako Arturo de Linares
- 2010: Correo de inocentes jako Sergio Gaviria
- 2011: Amar y Temer jako Simon "El Destructor" Oviedo